# Smilisca cyanosticta
Smilisca cyanosticta és una espècie de granota que viu a Belize, Guatemala i Mèxic.
Està amenaçada d'extinció per la pèrdua del seu hàbitat natural.